# Hooters

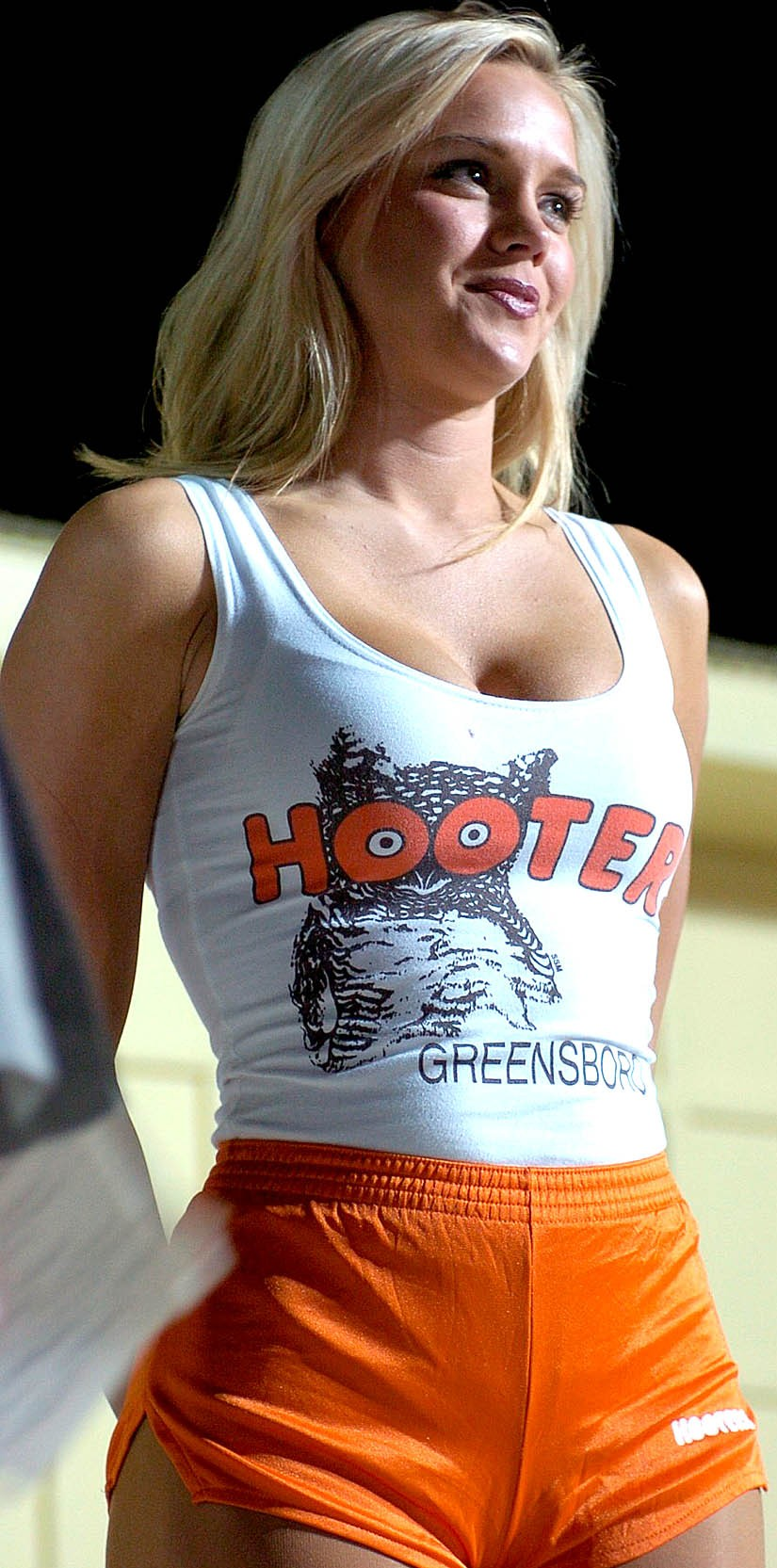
Melissa Poe, una de las chicas del calendario Hooters, con el uniforme tradicional.

Hooters es el nombre comercial propiedad de dos cadenas de restaurantes estadounidenses: Hooters of America, Inc., establecida en Atlanta, Georgia, y Hooters, Inc., con sede en Clearwater, Florida. Entre ambas compañías poseen locales y franquicias denominadas Hooters, que en el 2007 contaba con más de 425 restaurantes en 46 estados de Estados Unidos y en otros 19 países, incluidos Alemania, Aruba, Australia, Austria, Bolivia, Brasil, Canadá, Colombia, Costa Rica, Nicaragua, México, Guatemala, Panamá, Suiza, Singapur, República Checa (el primer país fuera de los Estados Unidos donde abrieron) y El Salvador (cerrado).
Hooters se enfoca a la clientela masculina, y cuenta con personal femenino como camareras con muy poca ropa (en inglés, por esa razón a Hooters y a otras cadenas similares, como Twin Peaks, se les denomina breastaurants, juego de palabras que suma breast, pecho, y restaurant; se ha propuesto tetaurante como su equivalente en español), aunque hay varones trabajando en Hooters como cocineros, anfitriones, bármanes y gerentes. El menú incluye hamburguesas y otros sándwiches, filetes, mariscos y pollo. Se especializa también en Buffalo wings. Casi todos los Hooters tienen licencias para vender bebidas alcohólicas como cerveza y vino.
Hooters comenzó sus operaciones el 4 de octubre de 1983 con un restaurante en Clearwater, Florida. En 1984, Robert H. Brooks y un grupo de inversores de Atlanta lo compraron y los derechos de franquicia para la cadena Hooters. Brooks compró finalmente la mayoría de la compañía y llegó a ser presidente de la misma. Bajo el liderazgo de Brooks, Hooters se expandió de un único restaurante a tener más de 425 locales por todo el mundo. Brooks murió en julio del 2006.

## Chica Hooters

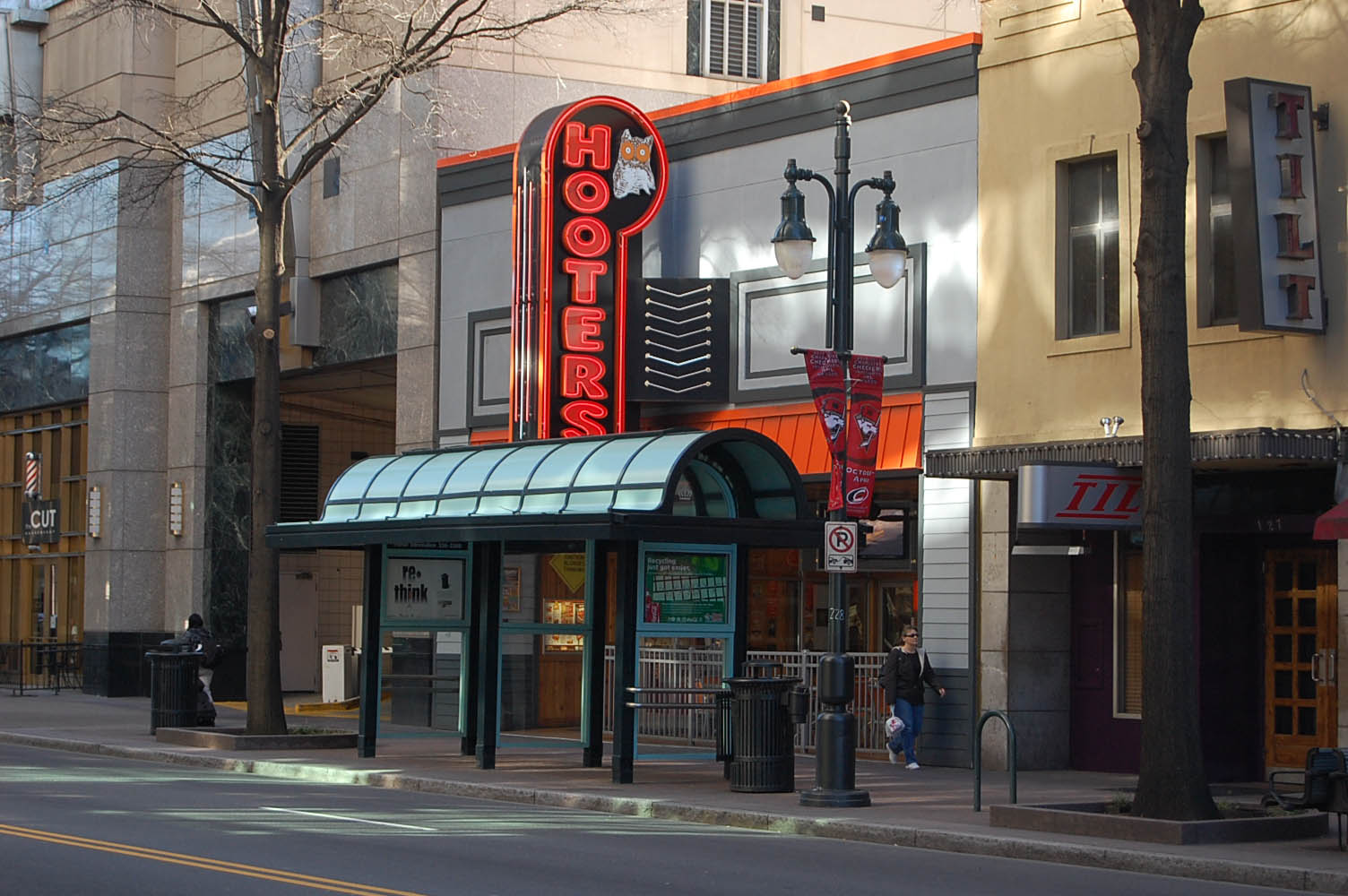
Sucursal Hooters en Charlotte, NC.

Una chica Hooters (Hooters girl) o Hooterita es una camarera o mesera empleada por la cadena de restaurantes Hooters. Son instantáneamente reconocibles por su uniforme compuesto de una camiseta blanca de algodón y spandex con el logo del búho de Hooters y la denominación de la ubicación del local en el frente, usando también shorts pequeños y se anudaban a la espalda para acentuar el busto, lo cual era todo un ritual antes de abrir el local, posteriormente se cambió a las camisetas actuales de algodón y spandex ajustadas, lo cual eliminó el ritual del nudo y también son mucho menos transparentes; las meseras también tienen un uniforme más apropiado para la temporada de frío. Se piensa estereotipadamente que las chicas Hooters son escogidas por el tamaño de su busto, pero de hecho son escogidas generalmente por su belleza en general. Es un rumor popular y falso, que a las chicas de busto pequeño se les pueda pedir colocar relleno a sus sostenes para trabajar en Hooters, sin embargo el uso de sujetador tipo pushup es lo más común. La compañía comenzó también a utilizar otros colores y diseños para sus camisetas tales como un tema de camuflaje el lunes (los lunes Militares), negro el viernes (viernes Formales), y uniformes de fútbol americano del equipo local de la NFL durante la temporada de la NFL. El resto del uniforme de las Chicas consiste en pantis brillantes bronceadas, calcetines blancos y zapatos deportivos blancos. 
En lo que se refiere al resto del personal, los hombres que trabajan en Hooters llevan zapatillas deportivas con pantalones largos, delantal en caso de ser cocinero y gorras de la marca. Los de intendencia se les conoce como tweenies.
Un estudio realizado en México por Marco Antonio Leyva Piña (profesor investigador del Departamento de Filosofía), señala con claridad que "las hooteritas tienen que aceptar las presiones sexuales, el lenguaje vulgar de los invitados y, sin mostrar negaciones totales, aprender a ser esquivas y mantener la relación de servicio con el cliente, aunque muchas veces repriman su ira. Esa habilidad laboral de tratar con el cliente siempre siendo amable forma parte de las principales competencias de su inteligencia emocional para sobrevivir al acoso sexual."
Hacia 2025, el portal Mercado Negro describió en su nota «El declive de Hooters» que la empresa tuvo que enfrentarse a una crisis de marca debido al surgimiento del servicio de entrega a domicilio y a los cambios en los hábitos de los consumidores.

## Percepción pública

### Controversia
La cadena es controvertida en tres sentidos:
1. El uniforme es considerado por algunos como un símbolo de cosificación sexual de las mujeres. El ambiente general del restaurante es visto por colectivos feministas como sexista y degradante para las mujeres.
2. El restaurante emplea sólo mujeres como camareras, y se refiere a ellas como "Chicas Hooters" o "Hooteritas" en los países de habla hispana como México. Varios pleitos de discriminación se han llevado contra la cadena y han sido asentados fuera del tribunal o dejados caer por la Comisión de Oportunidad de empleo Igualitaria (Equal Employment Opportunity Commission, EEOC), algunos después de que una campaña publicitaria que presenta a un hirsuto Vince Gigliotti director de la cocina de un Hooters en San Petersburg, Florida, vestido en un uniforme de Chica Hooters.
3. Un alto responsable de Hooters España declaró a la cadena de radio SER que «si mi hija quisiera ser camarera en Hooters, me pensaría si dejarla o no», al tiempo que reconocía que «las presiones mediáticas y feministas les obligaron a cancelar la primera apertura prevista en Viladecans (Barcelona), pero abrirán en Barcelona y Madrid».[6]

El sitio web de la compañía reconoce: «muchos consideran "Hooters" un término de argot para una porción de la anatomía femenina» (en el argot pornográfico por ejemplo se denomina hooters a los senos femeninos, un aspecto sutilmente demostrado en los ojos del búho del logo), pero agregan, «Las Chicas Hooters tienen el mismo derecho de utilizar sus atributos naturales del sexo femenino para ganarse la vida como lo hacen supermodelos como Cindy Crawford y Naomi Campbell».

### Relaciones públicas

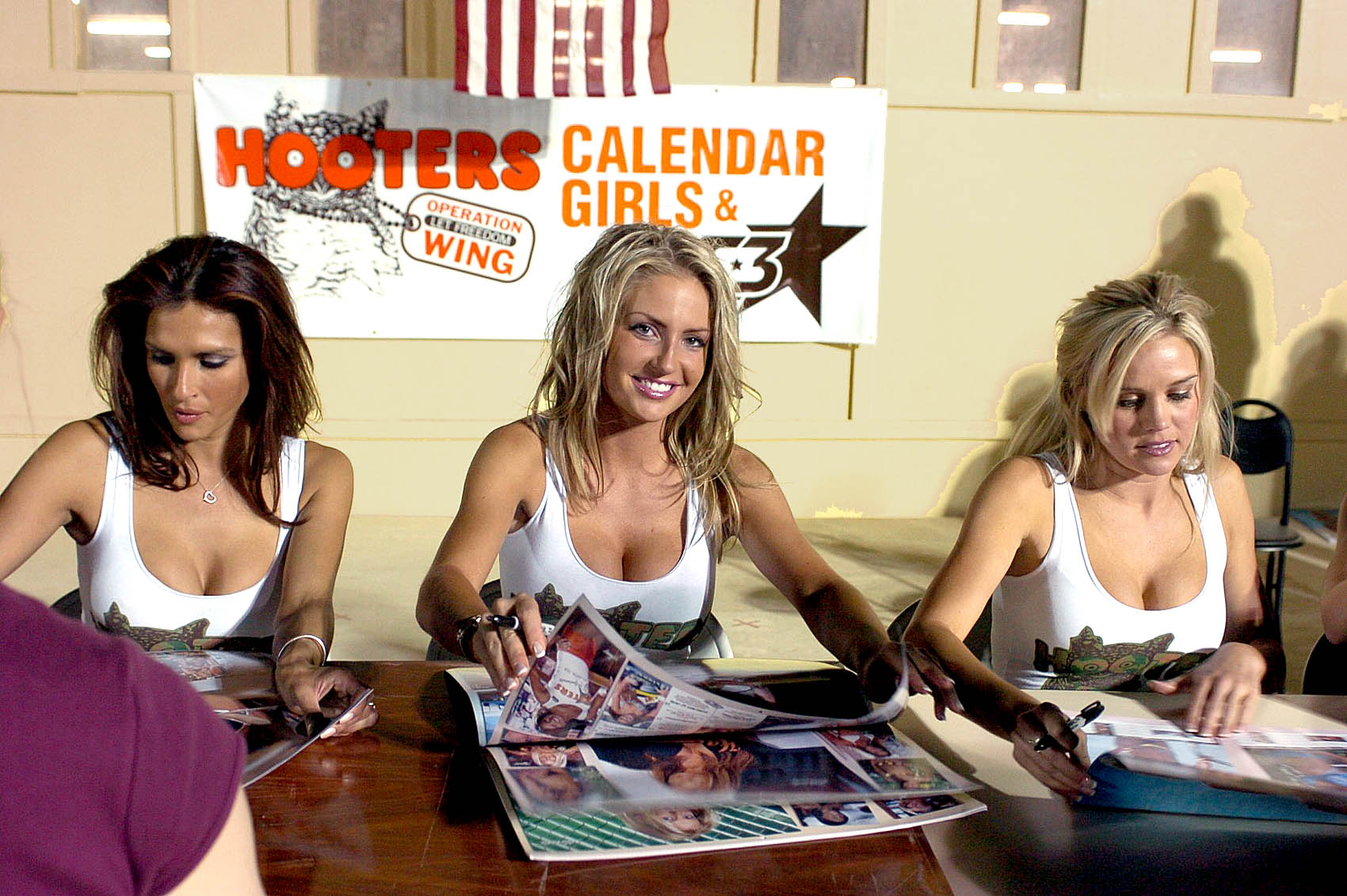
Michelle Moya, Nicki Kretchmer, y Melissa Poe (izq. a der.) firma de autógrafos para el público del Aeropuerto Internacional de Kandahar, después del show del 2 de junio de 2004.

Hooters tiene una extensa experiencia en la gestión de las relaciones públicas. La empresa realiza campañas y ha provisto ayuda activamente para su Fondo Hooters de Donación a la Comunidad, también conocido como HooCEF, un retruécano en UNICEF. Ha proporcionado dinero y/o a voluntarios a campañas de ayuda tales como el Hábitat para la Humanidad, para la Make-A-Wish Foundation, para las olimpíadas especiales y para la Asociación de Distrofia Muscular. Los restaurantes locales a menudo escogen sus propias campañas que se enfocan en ayudar a causas de su comunidad local.
Además de visitar a las tropas estadounidenses desplegadas por el mundo incluyendo aquellas en Afganistán por medio de su campaña denominada "Operation Let Freedom Wing" la cual implica mandar sus celebridades, como las Chicas del Calendario Hooters, UC3, y la cantante Angela Lanza.

## Otras empresas de Hooters
- Hooters Airlines
- Hooters Casino & Resort (Las Vegas) (desde 2019, OYO Hotel & Casino)
- Hooters Magazine